# BMW X3
BMW X3 (interní označení E83) je SUV, které od roku 2003 vyrábí německá automobilka BMW. Je menší než SUV X5, se kterým je designově velmi podobný. Vůz je ve všech motorizacích s výjimkou jediného agregátu, a to naftového dvoulitru sDrive18d, vybaven pohonem všech čtyř kol se systémem xDrive. Vůz vybavený zmíněným naftovým agregátem má kvůli své indispozici potřebného výkonu a točivého momentu k hnaní obou náprav pohon pouze zadních kol, jak je u BMW dlouholetou tradicí.
Automobil se vyrábí v Americkém Spartanburg. Vůz byl poprvé představen na Detroitském autosalonu v roce 2003. V Kanadě vyhrál vůz titul SUV roku 2005.

## Motorizace

### Benzínové agregáty
- xDrive20i
- xDrive28i
- xDrive35i

### Naftové agregáty
- sDrive18d
- xDrive20d
- xDrive30d
- xDrive35d

## Rozměry
- Rozvor - 2795 mm
- Délka - 4564 mm (do roku 2007), 4570 mm
- Šířka - 1855 mm
- Výška - 1673 mm (do roku 2005), 1675 mm

## Závodní verze
Speciál BMW X3CC byl upraven pro závody Rallye Dakar. Technicky navazoval na typ X5 Raid.